# Wolfram Siemann
Wolfram Siemann (né le 22 juin 1946 à Witten) est un historien allemand.

## Biographie
À partir de 1965, Siemann étudie l'histoire, l'allemand, la philosophie et les sciences politiques aux universités de Münster, Vienne et Tübingen. En 1971, il obtient l'examen d'État, et trois ans plus tard avec une thèse sur le Parlement de Francfort de 1848-1849 sous la direction d'Ernst Walter Zeeden (de). À partir de 1975, il travaille comme assistant de recherche travaillant à l'Université de Tübingen, où il est finalement habilité en 1983.
De 1985 à 1987, Siemann obtient une bourse Heisenberg ; un an plus tard, il est nommé professeur adjoint à Tübingen. De 1989 à 1993, il occupe une chaire Fiebiger à l'Université Louis-et-Maximilien de Munich (LMU) puis accepte une chaire d'histoire moderne à l'Université de Trèves. En 1996, Siemann passe à l'Université de Munich en tant que successeur de Gerhard A. Ritter (de), où il reste jusqu'à sa retraite en 2011. En 1997 et 1998, Siemann est vice-doyen, et en 1999 et 2000 doyen de la faculté d'histoire et d'art de Munich. En 2002 et 2004, il est élu au Sénat voté de la LMU. En 2008/09, il bénéficie une année sans recherche dans le cadre du programme Opera Magna de la Fondation Fritz-Thyssen (de) et de la Fondation Volkswagen (de) pour travailler sur sa biographie de Metternich. Siemann est co-éditeur de la série "Historische Studien" (depuis 1999) et "Münchner Studien zur neueren und neuesten Geschichte" (depuis 2004).
Les principaux intérêts de recherche de Siemann comprennent l'histoire révolutionnaire, constitutionnelle et médiatique du « long » XIXe siècle. Ses études sur l'histoire des révolutions européennes de 1848/49 sont particulièrement appréciées. Par ailleurs, avec Rolf Peter Sieferle et Joachim Radkau, il est également l'un des pionniers de l'histoire de l'environnement dans les études historiques allemandes.

## Travaux

### Monographies
- Die Frankfurter Nationalversammlung 1848/49 zwischen demokratischem Liberalismus und konservativer Reform. Peter Lang Verlag, Frankfurt/M. u. Bern 1976 (= Europäische Hochschulschriften, Reihe 3: Geschichte und ihre Hilfswissenschaften, Bd. 56)  (ISBN 3-261-01633-7).
- „Deutschlands Ruhe, Sicherheit und Ordnung“. Die Anfänge der politischen Polizei 1806–1866. Max Niemeyer Verlag, Tübingen 1985 (= Studien und Texte zur Sozialgeschichte der Literatur, Bd. 14). Reprint 2011  (ISBN 978-3-484-35014-4).
- Die deutsche Revolution von 1848/49. Suhrkamp Verlag, Frankfurt/M. 1985  (ISBN 3-518-11266-X), 7. Aufl. 1997.
- Gesellschaft im Aufbruch. Deutschland 1849–1871. Suhrkamp Verlag, Frankfurt/M. 1990  (ISBN 978-351811537-4), 5. Aufl. 2001.
- Vom Staatenbund zum Nationalstaat. Deutschland 1806–1871. Verlag C. H. Beck, München 1995 (= Neue Deutsche Geschichte, Bd. 7)  (ISBN 3-406-30819-8).
- The German Revolution of 1848/49. Translated by Christiane Banjeri. Macmillan Press, London 1998  (ISBN 978-0312-21694-8).
- 1848/49 in Deutschland und Europa. Ereignis – Bewältigung – Erinnerung. Schöningh Verlag (de), Paderborn u. a. 2006  (ISBN 978-3-506-75673-2).
- Metternich. Staatsmann zwischen Restauration und Moderne. Verlag C. H. Beck, München 2010, 2. Aufl. 2013  (ISBN 978-3-406-58784-9) (Taschenbuch).
- Metternich. Stratege und Visionär. Eine Biografie. Verlag C. H. Beck, München 2016  (ISBN 978-3-406-68386-2).; 2. durchgesehen Aufl. 2017.

### Éditions sources
- Restauration, Liberalismus und nationale Bewegung 1815–1870. Akten, Urkunden und persönliche Quellen. Wissenschaftliche Buchgesellschaft, Darmstadt 1982 (= Quellenkunde zur deutschen Geschichte der Neuzeit bis zur Gegenwart, Bd. 4)  (ISBN 3-534-07247-2).
- Der „Polizeiverein“ deutscher Staaten. Eine Dokumentation zur Überwachung der Öffentlichkeit nach der Revolution von 1848/49. Max Niemeyer Verlag, Tübingen 1983 (= Studien und Texte zur Sozialgeschichte der Literatur, Bd. 9)  (ISBN 3-484-35009-1).
- (mit Christof Müller-Wirth): J. G. A. Wirth: Deutsche Tribüne (1831–1832). K. G. Saur, München 2004–2007.

### Éditions
- (mit Ute Daniel): Propaganda. Meinungskampf, Verführung und politische Sinnstiftung 1789–1989. Fischer Taschenbuch Verlag, Frankfurt/M. 1994  (ISBN 3-596-11854-9).
- (mit Georg Jäger (de) und Dieter Langewiesche): Geschichte des deutschen Buchhandels im 19. und 20. Jahrhundert. Bd. 1: Das Kaiserreich 1870–1918. Buchhändler-Vereinigung, Frankfurt/M. 2001.
- mit Nils Freytag, Wolfgang Piereth (Hrsg.): Städtische Holzversorgung. Machtpolitik, Armenfürsorge und Umweltkonflikte in Bayern und Österreich (1750–1850), C.H. Beck, München 2002  (ISBN 3-406-10663-3) (= Zeitschrift für bayerische Landesgeschichte (de), Beiheft 22).
- Umweltgeschichte. Themen und Perspektiven. Verlag C. H. Beck, München 2003  (ISBN 3-406-49438-2).